# Rajd Dunaju 1980
Rajd Dunaju 1980 (15. Danube-Dacia Rallye 1980) – 15. edycja rajdu samochodowego Rajd Dunaju rozgrywanego w Rumunii. Rozgrywany był od 6 do 8 czerwca 1980 roku. Była trzecia runda Rajdowego Pucharu Pokoju i Przyjaźni w roku 1980 oraz dwudziesta druga (współczynnik 2) runda ERC w roku 1980.

## Klasyfikacje rajdu
| Miejsce                      | Kierowca                     | Pilot                        | Samochód                      | Czas                         | Strata                       |                              |
| Klasyfikacja generalna i ERC | Klasyfikacja generalna i ERC | Klasyfikacja generalna i ERC | Klasyfikacja generalna i ERC  | Klasyfikacja generalna i ERC | Klasyfikacja generalna i ERC | Klasyfikacja generalna i ERC |
| ---------------------------- | ---------------------------- | ---------------------------- | ----------------------------- | ---------------------------- | ---------------------------- | ---------------------------- |
| 1.                           | Mauro Pregliasco             | Vittorio Reisoli             | Alfa Romeo Alfetta Turbodelta | 3:46:01                      | 0.0                          |                              |
| 2.                           | Błażej Krupa                 | Piotr Mystkowski             | Renault 5 Alpine              | 3:53:46                      | +7:45                        |                              |
| 3.                           | Attila Ferjáncz              | János Tandari                | Renault 5 Alpine              | 3:56:12                      | +10:11                       |                              |
| 4.                           | Václav Blahna                | Pavel Schovánek              | Škoda 130 RS                  | 3:58:04                      | +12:03                       |                              |
| 5.                           | Svatopluk Kvaizar            | Jiří Kotek                   | Škoda 130 RS                  | 3:58:47                      | +12:46                       |                              |
| 6.                           | Václav Pech sen.             | Oldřich Gottfried            | Škoda 130 RS                  | 4:02:27                      | +16:26                       |                              |
| 7.                           | Ludovic Balint               | Mircea Panaite               | Dacia 1300                    | 4:06:42                      | +20:41                       |                              |
| 8.                           | Vello Õunpuu                 | Aarne Timusk                 | Lada VAZ 21011                | 4:11:43                      | +25:42                       |                              |
| 9.                           | Georgi Serafimov             | Georgi Guergov               | Lada 1600                     | 4:16:32                      | +30:31                       |                              |
| 10.                          | Eedo Raide                   | Georg Valdek                 | Lada 1600                     | 4:16:51                      | +30:50                       |                              |
| Klasyfikacja CoPaF           |                              |                              |                               |                              |                              |                              |
| 1.                           | Václav Blahna                | Pavel Schovánek              | Škoda 130 RS                  | 3:58:04                      | 0,0                          |                              |
| 2.                           | Svatopluk Kvaizar            | Jiří Kotek                   | Škoda 130 RS                  | 3:58:47                      | +43                          |                              |
| 3.                           | Václav Pech sen.             | Oldřich Gottfried            | Škoda 130 RS                  | 4:02:27                      | +4:23                        |                              |
| 4.                           | Ludovic Balint               | Mircea Panaite               | Dacia 1300                    | 4:06:42                      | +8:38                        |                              |
| 5.                           | Vello Õunpuu                 | Aarne Timusk                 | Lada VAZ 21011                | 4:11:43                      | +13:39                       |                              |
| 6.                           | Eedo Raide                   | Georg Valdek                 | Lada 1600                     | 4:16:51                      | +18:47                       |                              |